# Língua makurap
Makurap ou macurape é uma língua indígena brasileira, da família tupari, do tronco tupi, segundo a classificação linguística de Aryon Rodrigues (1985).
Makurap é nome da etnia e da língua deste povo. A origem do etnômio é desconhecida ou carece de fontes confiáveis.Segundo a linguista Alzerinda Braga, que estuda a língua desde o início da década de 1990, assim como para antropólogos, muito provavelmente este nome foi dado por outra etnia próxima ou que teve algum contato os macurapes. A língua compõe o ramo ou família linguística tupari, juntamente com as línguas ajurú, mequéns, akuntsú e tupari. Atualmente, com população bastante reduzida, com efeito, também conta com poucos falantes, em sua quase totalidade apenas os mais velhos ainda dominam com proficiência a língua. Estando ela, por esse motivo, em vias de tornar-se uma língua indígena extinta. Seus falantes, o povo macurape, concentram-se no estado de Rondônia, a noroeste do Brasil, principalmente nas Terras Indígenas do rio Guaporé, na T.I. Ricardo Franco, também nas proximidades do rio Mekéns e rio Branco.

## Escrita
A língua usa uma forma modificada do alfabeto latino sem o uso das letras C, F, H, L, Q, S, V, V, X, Y, Z.
Usam-se as formas ã, ẽ, ɛ, ə, ə̃, ĩ, ɨ, ɨ̃, õ, ũ; β, dz, mb, nd, ndz, ŋ, ɲ, ŋg, tf, ?